# Frédéric-Édouard Schneegans
Pour les articles homonymes, voir Schneegans.
Frédéric-Édouard Schneegans, né le 5 mai 1867 à Strasbourg et mort le 11 mars 1942 à Saint-Gaudens, est un philologue et éditeur, professeur de langues romanes à l'Université de Strasbourg.

## Aperçu biographique
Il est le fils de Charles Frédéric Schneegans.
Il est spécialiste de littérature française, et traducteur de latin et de provençal.

## Œuvres et publications
Il est le directeur de la collection Bibliotheca romanica  chez J.H.E. Heitz (Strasbourg),  Haar et Steinert (Paris),   G.E. Stechert (New York) Lemcke and Buechner.
- Gesta Karoli Magni ad Carcassonam et Narbonam ou Roman de Filomena[2] (texte en latin avec la trad. en provençal en regard), [lateinischer Text und provenzalische Übersetzung mit Einleitung von F. Ed. Schneegans], Halle an der Saale : M. Niemeyer, 1898, Genève, Slatkine [Reproduction en Fac-sim.] rééd. 1977, 1 vol. (270 p.) ; 23 cm [L'éd. ancienne a paru dans la Romanische Bibliothek].
- Maistre Pierre Pathelin, (farce du XVe siècle) ["Bibliotheca romanica", 2e éd. revue par F. Ed. Schnéegans], Strasbourg : J. H. E. Heitz, [s. d.], 1 vol. (102 p.) ; 15 cm.
- Œuvres de maître François Villon, ["Bibliotheca romanica", notice par F. Ed. Schnéegans], 2e éd., J. H. E. Heitz, [1911], 135 p., avec erreur de pagination ; 15 cm.
- L'amour médecin, par Molière ; [Coll. "Bibliotheca romanica", notice par F. Ed. Schneegans], Strasbourg : J.-H.-E. Heitz, [1922], 47 p. ; 15 cm.
- La coche par Marguerite d'Angoulême (reine de Navarre ; 1492-1549) Marguerite de Navarre [tres illustre royne de Navarre. A Lyon, par Jean de Tournes. M.D.XLVII], publiée par F. Ed. Schneegans avec la reproduction des gravures de l'édition des Marguerites de la Marguerite des princesses, Heitz et Cie (Leipzig), 1935, 1 vol. (XXVII-84 p.) : fig., portrait ; gr. in-8.
- Neptunuslutin [Sonderabdruck aus der "Zeitschrift für Romanische Philologie", XXIV, Bd, signé : F.-Éd. Schneegans.],  Halle & Tûbingen, M. Niemeyer, (s. d.),  In-8° , paginé 557-564.
- Le théâtre édifiant aux XIVe et XVe siècles, (Poèmes et récits de la vieille France, XI), Paris, E. de Boccard, 1928. In-12, 158 pages.

Voir également les œuvres d'Édouard Schneegans] dans data.bnf.fr.